# Therocephalia
Therocephalia — вимерлий підряд евтеріодонтових терапсид перми й тріасу. Тероцефали («звіроголови») названі на честь великих черепів, які разом із будовою зубів свідчать про те, що вони були м'ясоїдними. Як і інші синапсиди, що не є ссавцями, тероцефалів колись описували як «рептилій, подібних до ссавців». Therocephalia - це група, найбільш тісно пов'язана з цинодонтами, яка дала початок ссавцям. Цей зв’язок підтверджується різноманітними особливостями скелета.
Скам'янілості тероцефалів численні в Кару в Південній Африці, але також були знайдені в Росії, Китаї, Танзанії, Замбії та Антарктиді. Ранні скам'янілості тероцефалів, виявлені в середньопермських відкладеннях Південної Африки, підтверджують походження групи з Гондвани, яка, здається, швидко поширилася Землею. Хоча майже всі лінії тероцефалів закінчилися під час великого пермсько-тріасового вимирання, кілька представників підгрупи під назвою Eutherocephalia вижили до раннього тріасу. Вважається, що деякі роди, що належать до цієї групи, мали отруту, що зробило їх найдавнішими чотириногими, які мають такі характеристики. Однак останні тероцефали вимерли на початку середнього тріасу, можливо, через зміну клімату та конкуренцію з цинодонтами та різними групами рептилій.

## Систематика
- - рід Lycosuchus

клада Scylacosauria
- родина Scylacosauridae

клада Eutherocephalia
- - рід Scylacosuchus
  - рід Perplexisaurus
  - рід Chthonosaurus
- родина Akidnognathidae
- родина Hofmeyriidae
- родина Whaitsiidae
- родина Ictidosuchidae
- родина Regisauridae
- родина Karenitidae
- родина Lycideopidae
  - рід Scaloposaurus
- родина Ericiolacertidae
- родина Bauriidae